# لانتام وادجا
لانتام ساكيبو وادجا (بالفرنسية: Lantame Sakibau Ouadja)‏ (مواليد 28 أغسطس 1977 في لومي) هو لاعب كرة قدم توغولي دولي معتزل كان يجيد اللعب في خط الوسط.
لعب 12 مباراة دولية مع منتخب توغو مسجلا هدف واحد.
عندما كان يلعب لصالح ماكاسار الإندونيسي في موسم 2008-09 أعطيت وادجا شارة القيادة قبل المباراة مباشرة ضد بيليتا جايا.